# محوطه سرتربت
محوطه سرتربت مربوط به دوران‌های تاریخی پس از اسلام است و در شهرستان املش، بخش رانکوه، روستای سرتربت واقع شده و این اثر در تاریخ ۲ آبان ۱۳۸۲ با شمارهٔ ثبت ۱۰۶۹۸ به‌عنوان یکی از آثار ملی ایران به ثبت رسیده است.